# Nkulumo Dube
Nkulumo Dube, né le 24 mars 1990 à Bulawayo, est un coureur cycliste zimbabwéen.

## Biographie
En 2017, il devient champion du Zimbabwe sur un vélo emprunté, n'ayant pas les moyens de s'acheter son propre matériel. Il court souvent au Botswana et en 2018, il gagne le contre-la-montre des championnats du Botswana de cyclisme sur route.

## Palmarès et résultats

### Palmarès sur route
- 2011
  - 3e du championnat du Zimbabwe sur route
- 2013
  - 2e du championnat du Zimbabwe sur route
  - 3e du championnat du Zimbabwe du contre-la-montre
- 2014
  - Tour of Falcon
  - 2e du championnat du Zimbabwe du contre-la-montre
  - 3e du championnat du Zimbabwe sur route
- 2015
  - Tour de Nyanga :
    - Classement général
    - 1re et 3e étapes

  - Tour of Falcon
  - 2e du championnat du Zimbabwe du contre-la-montre
  - 2e du championnat du Zimbabwe sur route
- 2016
  - Mascom Cycle Challenge
- 2017
  -  Champion du Zimbabwe sur route
  - Kgosi Malope Challenge
  - Capital Bank Classic
  - 2e du championnat du Zimbabwe du contre-la-montre
- 2018
  - Championnat du Botswana du contre-la-montre
  - Morupule Colliery
- 2019
  -  Champion du Zimbabwe du contre-la-montre
- 2021
  - 2e du championnat du Zimbabwe du contre-la-montre[2]
- 2022
  -  Champion du Zimbabwe du contre-la-montre
- 2023
  - 3e du championnat du Zimbabwe sur route
- 2024
  - 2e du championnat du Zimbabwe du contre-la-montre
  - 3e du championnat du Zimbabwe sur route

### Classements mondiaux
| Année                                 | 2015 | 2016 | 2017  | 2018 | 2019  | 2020 | 2021 | 2022 | 2023 | 2024  |
| ------------------------------------- | ---- | ---- | ----- | ---- | ----- | ---- | ---- | ---- | ---- | ----- |
| Classement mondial                    |      | nc   | 1234e | nc   | 2987e | nc   | nc   | nc   | nc   | 1353e |
| UCI Africa Tour                       | 59e  | nc   | 60e   | nc   | 189e  | nc   | nc   | nc   | nc   | nc    |
|                                       |      |      |       |      |       |      |      |      |      |       |
| Légende : nc = non classéSource : UCI |      |      |       |      |       |      |      |      |      |       |

### Palmarès en VTT
- 2017
  -  Champion du Zimbabwe de cross-country